# آردنتاون (دلاور)
آردنتاون، دلاور (به انگلیسی: Ardentown, Delaware) یک عوارض جغرافیایی در ایالات متحده آمریکا است که در شهرستان نیو کستل، دلاویر واقع شده‌است.

## خصوصیات
آردتاون ۰٫۶ کیلومترمربع مساحت و ۲۶۴ نفر جمعیت دارد و ۷۲ متر بالاتر از سطح دریا واقع شده‌است.